# Chronische pijn
De algemeen gebruikelijke definitie van chronische pijn is pijn die langer aanhoudt dan 3 tot 6 maanden. Enkele veel voorkomende voorbeelden zijn: chronische rugpijn, chronisch bekkenpijnsyndroom, chronische hoofdpijn, fantoompijn, pijn die verband houdt met kanker en reflexdystrofie.
Vanuit de anesthesiologie zijn er in Nederland pijnbehandelcentra ontstaan. Hier wordt vaak multidisciplinair gewerkt. Bij de pijnbehandeling zijn er behalve de anesthesiologie ook neurologie, revalidatiegeneeskunde en psychiatrie betrokken bij de behandeling, maar er zijn ook paramedische disciplines bij betrokken zoals fysiotherapie, psychologie, ergotherapie en maatschappelijk werk.
Geneesmiddelen spelen een belangrijke rol bij het verminderen van pijn. De pijnladder van de Wereldgezondheidsorganisatie deelt de gradatie waarin mensen pijn ondervinden in klassen in en schrijft bij iedere klasse een eigen behandeling voor. Die behandelingen onderscheiden zich er onderling in door de geneesmiddelen die daarbij worden voorgeschreven.

## Soorten chronische pijn

### Benigne versus maligne pijn
Als er sprake is van een maligniteit, oftewel kanker als oorzaak van de pijn, dan spreekt men van oncologische pijn. Maligne betekent kwaadaardig. Voorbeelden zijn uitzaaiingen in de botten of lever. Indien er geen oncologische oorzaak is, zoals bij bijvoorbeeld rugpijn na een herniaoperatie, spreekt men van benigne of goedaardig pijn.

### Nociceptieve versus neuropathische pijn
Pijn die ten gevolge van weefselschade ontstaat heet nociceptieve pijn of weefselpijn. Daarnaast bestaat er pijn vanuit het zenuwstelsel zelf: neuropathische pijn ofwel neuralgie, zenuwpijn. Zenuwpijn heeft vaak een meer branderig karakter en kan ook pijn geven door aanraking, door bijvoorbeeld knellende kleding of lakens die 's nachts over de voeten wrijven. Symptomen zijn een branderig gevoel, tintelingen, elektrische schokken, 'slapende'  benen en het overdreven voelen of te weinig voelen van een warmte- of koude prikkel. Zenuwpijn heeft een andere oorzaak dan nociceptieve pijn en moet daarom ook anders worden behandeld. Veel pijnvormen zijn gemengde pijn, namelijk een combinatie van nociceptieve en neuropathische pijn, zoals chronische lage rugpijn. In 30% van de gevallen heeft chronische lage rugpijn een neuropathische pijncomponent. Een groot probleem is de idiopathische chronische pijn, pijn zonder dat er een lichamelijk oorzaak voor kan worden gevonden, bij bijvoorbeeld een pijnstoornis of somatoforme pijnstoornis.

## Pijnbehandelingen
De pijnbehandeling heeft vaak een multidisciplinair karakter, waarbij behalve de behandeling van de oorzaak van de pijn ook de gevolgen ervan en het ermee omgaan een belangrijke rol spelen. Indien de oorzaak maligne is, het gaat dan meestal om pijn bij kanker, wordt de behandeling vaak palliatieve pijnbestrijding of terminale pijnbestrijding genoemd.

### Geneesmiddel
Geneesmiddelen om pijn meet tegen te gaan kunnen worden ingedeeld in pijnstillers, analgetica, en de andere middelen. Pijnstillers worden in klassen ingedeeld en toegepast volgens de pijnladder van de Wereldgezondheidsorganisatie. Lichtere middelen zijn paracetamol, iets zwaardere middelen zijn de NSAID's zoals diclofenac en ibuprofen. Ten slotte zijn er de opioïden.
Pijnstillers:
- paracetamol
- NSAID's
- opioïden zoals oxycodon[2]
- ketamine werkend via de NMDA-receptor
- lokale anesthetica zoals lidocaïne

Overige geneesmiddelen:
- spierontspanners, zoals diazepam, valium
- corticosteroïden zoals prednison en dexamethason
- anti-epileptica zoals carbamazepine
- antidepressiva zoals amitriptyline
- Gamma-aminoboterzuur GABA zoals gabapentine en pregabaline

### Blokkades
Op diverse plaatsen in het lichaam kunnen blokkades worden toegepast:
- caudaal blok
- chordotomie,
- coeliacusblok bij bijvoorbeeld alvleesklierkanker
- facetdenervatie bij rugklachten
- peridurale anesthesie
- Sweet-procedure[3] bij aangezichtspijn, bij trigeminusneuralgie
- wortelblokkade

Men maakt gebruik van hoge temperatuur bij thermolaesie, van lage temperatuur bij cryocoagulatie en lasertherapie.

### Neurostimulatie
Voorbeelden zijn transcutane elektrische neurostimulatie TENS en epidurale spinale elektrische stimulatie ESES. Transcraniële magnetische stimulatie TMS en gepulste elektromagnetische velden zijn experimentele behandelingen met magnetische velden waar veel onderzoek aan wordt gedaan.

### Psychologische behandelingen
Psychologische behandelingen zoals gespreks- en gedragstherapieën zijn bedoeld de mensen te helpen beter met hun pijn om te gaan en zo beperkingen en stress te verminderen. Een Cochrane-review van 2020 bekeek de effecten van de verschillende behandelingen op chronische pijn die niet te maken heeft met kanker of hoofdpijn. Er werden hier 75 onderzoeken in opgenomen over mensen met fibromyalgie, lage rugpijn, reumatoïde artritis en mengelingen daarvan. Volgende behandelingen werden bekeken: gedragstherapie, cognitieve gedragstherapie en acceptance and commitment therapy en dit tot drie jaar na het beëindigen van de therapie. Over de resultaten van gedragstherapie en acceptance and commitment therapy is onzekerheid. De mensen die een cognitieve gedragstherapie hebben ondergaan voelen iets minder pijn en stress aan het einde van hun therapie of 12 maanden daarna vergeleken met mensen die geen behandeling hebben gekregen. Ze ervaren ook iets minder beperkingen en ook in vergelijking met mensen die een andere behandeling krijgen dan door middel van psychologie, treden deze zelfde resultaten op.

### Andere therapieën
- cesar
- ergotherapie
- fysiotherapie
- iontoforese
- mensendieck
- psychotherapie
- revalidatie

## Websites
- Chronische pijn Wat is pijn?
- Chronische pijn vereniging, Vlaanderen